# 朱誠泓
郃陽溫穆王朱誠泓（1452年—1494年），明朝秦藩第二代郃陽王，郃陽惠恭王朱公鏜的庶長子。

## 生平
景泰四年（1453年）正月，獲賜名誠泓。成化元年（1465年），封鎮國將軍。成化七年（1471年）十一月，郃陽惠恭王朱公鏜去世。成化十二年（1476年）三月，朱誠泓襲封郃陽王。
弘治七年（1494年）十一月，朱誠泓去世，享年四十三歲，諡號溫穆。因其子朱秉楺早卒，其庶第二弟鎮國將軍朱誠汾請求襲封，但冊命未下即卒。其後，朱誠汾之子朱秉橘請求襲封，但未獲允許。弘治十二年（1499年），明孝宗命其庶第三弟鎮國將軍朱誠澮襲封。

## 家庭

### 妻
- 郃陽王妃嵇氏，弘治八年（1495年）獲賜餋贍米，每月五石[7]

### 子
- 嫡長子：朱秉楺，夭折[8]